# 沃昂迪约莱
沃昂迪约莱（法語：Vaux-en-Dieulet，法語發音：[vo ɑ̃ djœlɛ]）是法国阿登省的一个市镇，属于武济耶区。

## 地理
沃昂迪约莱（49°28'58"N, 4°59'33"E）面积11.03 平方千米，位于法国大東部大區阿登省，该省份为法国北部内陆省份，西接埃纳省，南至马恩省，东临默兹省，北与比利时接壤。
与沃昂迪约莱接壤的市镇（或旧市镇、城区）包括：巴尔莱比藏西、阿戈讷地区博蒙、贝尔瓦尔布瓦德达姆、福塞、圣皮埃尔蒙、索莫特。
沃昂迪约莱的时区为UTC+01:00、UTC+02:00（夏令时）。

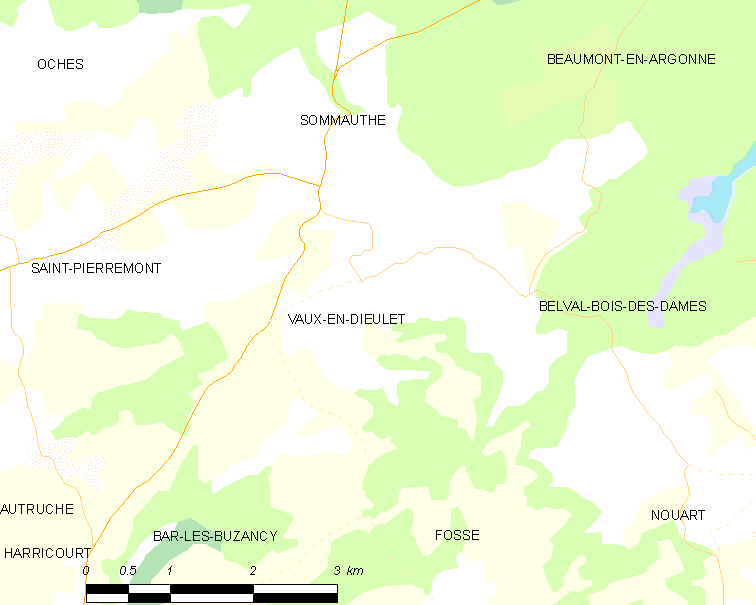
沃昂迪约莱的OSM定位图

## 行政
沃昂迪约莱的邮政编码为08240，INSEE市镇编码为08463。

## 政治
沃昂迪约莱所属的省级选区为武济耶县。

## 人口

1962-2008年间沃昂迪约莱人口变化图示

沃昂迪约莱于2022年1月1日时的人口数量为54人。